# Golfe de Iana
Le golfe de Iana est un golfe de la mer des Laptev au nord de la Russie. Il doit son nom au fleuve Iana.